# Elymana
Elymana — рід цикадок із ряду клопів.

## Опис
Цикадки розміром 4—5 мм. Стрункі, з тупокутно-закругленою головою, що вступає вперед . Перехід обличчя в тім'я закруглений. У СРСР вказувалося 5 видів.

## Систематика
У складі роду:
- Elymana kozhevnikovi (Zachvatkin, 1938) — Палеарктика.
- Elymana sulphurella (Zetterstedt, 1828)